# Angel Stadium of Anaheim
Le Angel Stadium of Anaheim (à l'origine Anaheim Stadium puis Edison International Field of Anaheim, surnommé The Big A ou The Halo) est un stade de baseball situé à Anaheim dans la banlieue de Los Angeles, en Californie.
Depuis 1966, c'est le domicile des Angels de Los Angeles d'Anaheim de la Ligue majeure de baseball. De 1980 à 1994, les Rams de Los Angeles de la National Football League y jouèrent. Ce fut également le terrain de jeu des Southern California Sun de la World Football League de 1974 à 1975 et des California Surf de la North American Soccer League entre 1978 et 1981. Le Angel Stadium of Anaheim a une capacité de 45 517 places pour le baseball et dispose de 15 000 places de stationnement.

## Histoire
Après le commencement des travaux le 31 août 1964, le Anaheim Stadium est achevé en 1966, à un coût de 24 millions de dollars. La particularité du stade était son tableau d'affichage encadré d'un immense A de 70 mètres de haut, d'où le surnom "The Big A".
Le stade a ouvert ses portes le 9 avril 1966, lorsque les Angels de la Californie ont accueilli les Giants de San Francisco pour une partie amicale. Mais l'inauguration officielle eu lieu lors du premier match de saison régulière, le 19 avril 1966, contre les White Sox de Chicago. Précédemment, les Angels de Los Angeles avaient pour domicile le Wrigley Field en 1961 et le Dodger Stadium de 1962 à 1965.
L'édifice a subi la construction d'une nouvelle tribune en 1979 afin d'augmenter sa capacité pour accueillir les Rams de Los Angeles de la National Football League. Le nombre de places a été porté à 64 593 pour le baseball et plus de 70 000 pour le football américain. Un total de 108 suites ont été ajoutés. En plus du Stadium Club, il y avait deux autres salles de diner privées, le Stadium Pavilion et le Football Press Box. À ce moment-là, le fameux tableau d'affichage Big A a été préservé et déplacé près de l'Orange Freeway derrière le champ droit.
Les travaux de rénovation du Anaheim Stadium ont commencé le 1er octobre 1996, transformant la structure vieille de 30 ans en une installation moderne dédiée uniquement au baseball et rebaptisée Edison International Field of Anaheim. Le coût total pour la rénovation du stade a été estimé à plus de 100 millions de dollars et le projet a été achevé à temps pour l'ouverture de la saison, le 1er avril 1998.
Le 29 décembre 2003, les Angels ont annoncé que le stade serait rebaptisé Angel Stadium of Anaheim.
Avant la saison 2004, le Angel Stadium a reçu un nouveau système d'affichage électronique (vidéos, scores, publicités...) de 6,5 millions de dollars fabriqué par Daktronics, Inc..
Le stade a été construit sur une parcelle de terrain plat de 650 000 mètres carrés initialement utilisée à des fins agricoles dans le sud-est d'Anaheim, près de l'intersection de trois autoroutes. Le domicile des Ducks d'Anaheim de la Ligue nationale de hockey, le Honda Center, a par la suite été construit près du Angel Stadium.

## Événements
- Match des étoiles de la Ligue majeure de baseball 1967, 11 juillet 1967
- Freedom Bowl, 1984 à 1994
- Concert de Madonna (Who's That Girl Tour), 18 juillet 1987
- Match des étoiles de la Ligue majeure de baseball 1989, 11 juillet 1989
- Série mondiale 2002
- Deuxième ronde du Classique mondiale de baseball 2006 (Groupe 1), 12-16 mars 2006
- Match des étoiles de la Ligue majeure de baseball 2010, 13 juillet 2010

### Liens externes

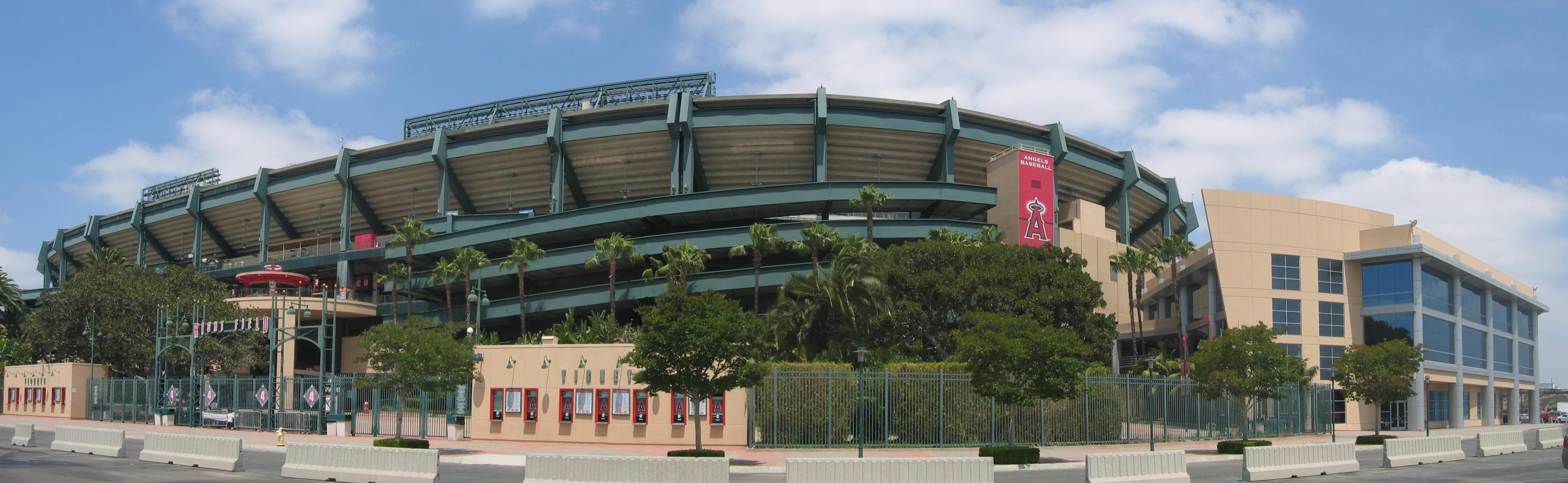
Image panoramique du Angel Stadium of Anaheim

## Dimensions
- Left Field - 330 ft (100,5 m)
- Left-Center - 387 ft (118,0 m)
- Center Field - 400 ft (121,9 m)
- Right-Center - 370 ft (112,8 m)
- Right-Center (shallow) - 365 ft (111,3 m)
- Right Field - 330 ft (100,5 m)
- Backstop - 60.5 ft (18,4 m)

## Galerie

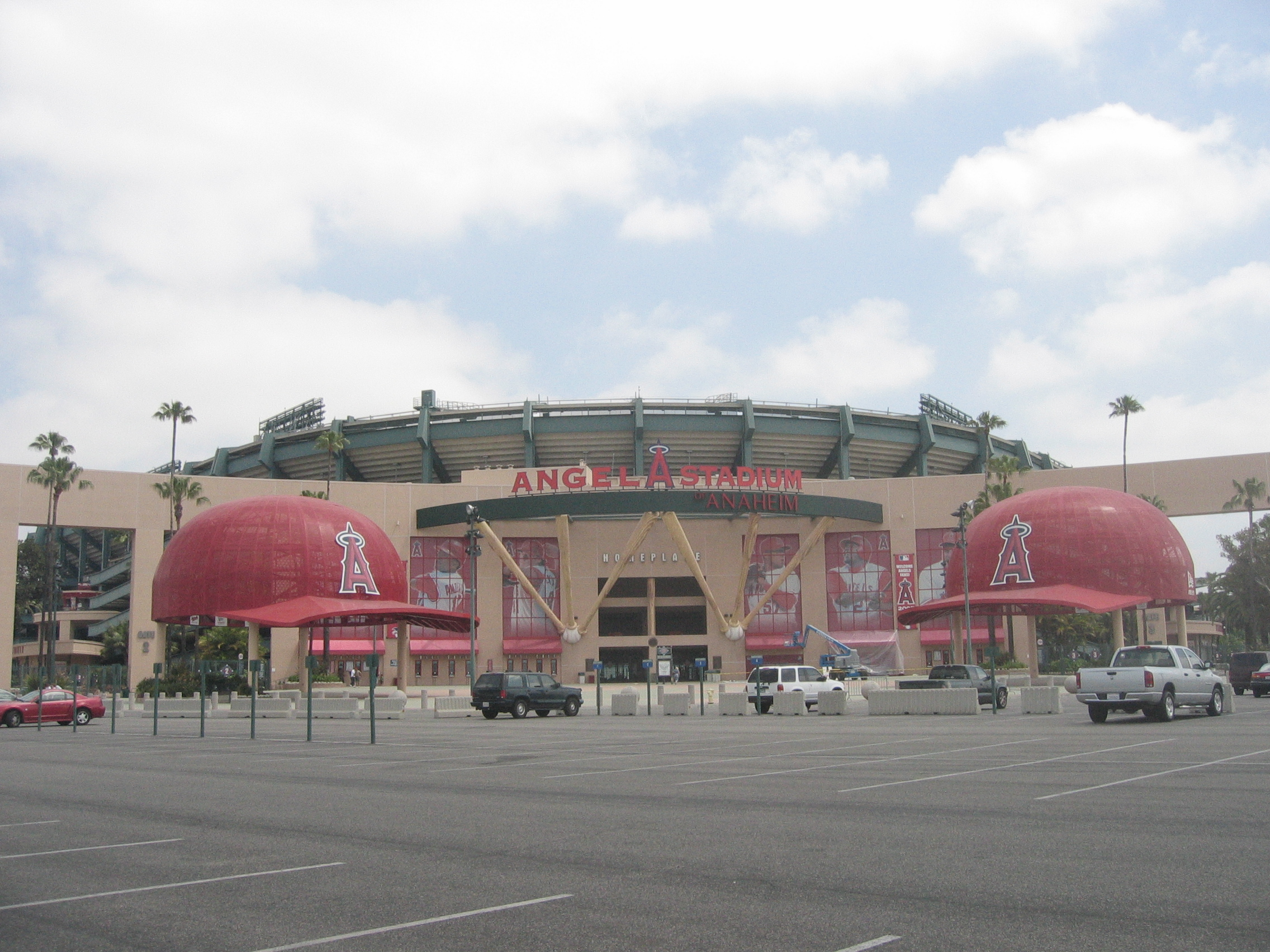
Vue extérieure
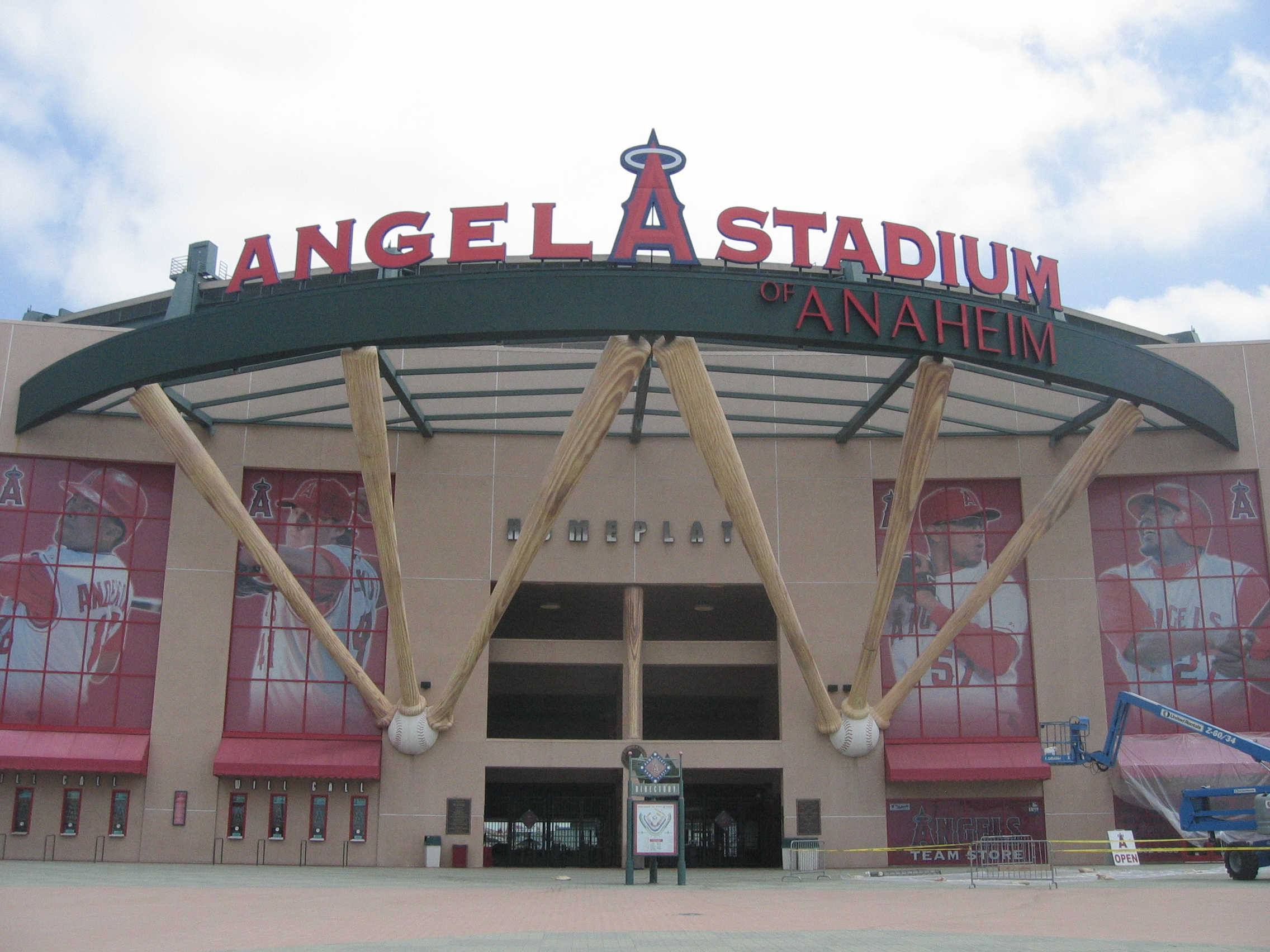
Façade
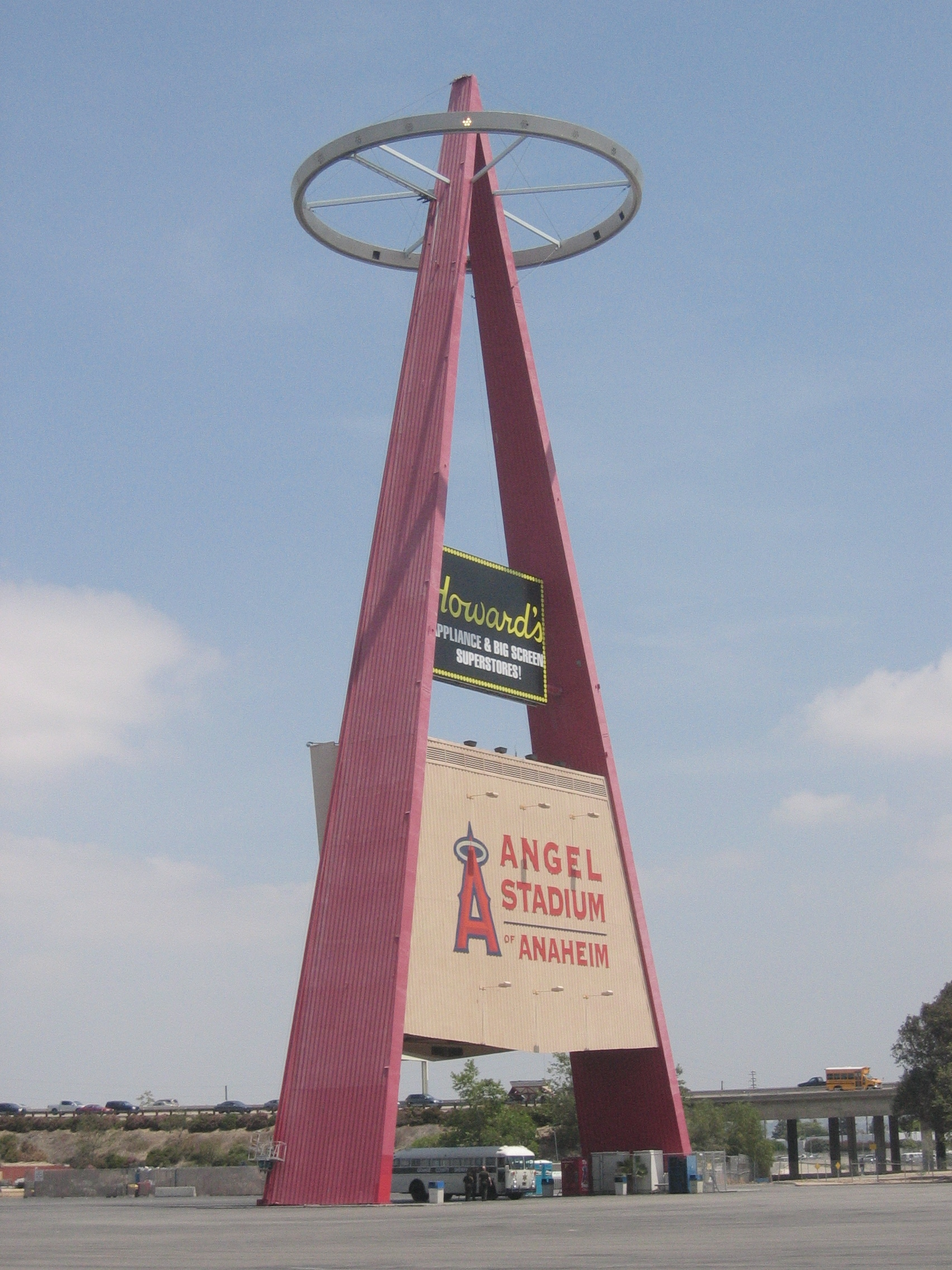
Big "A"
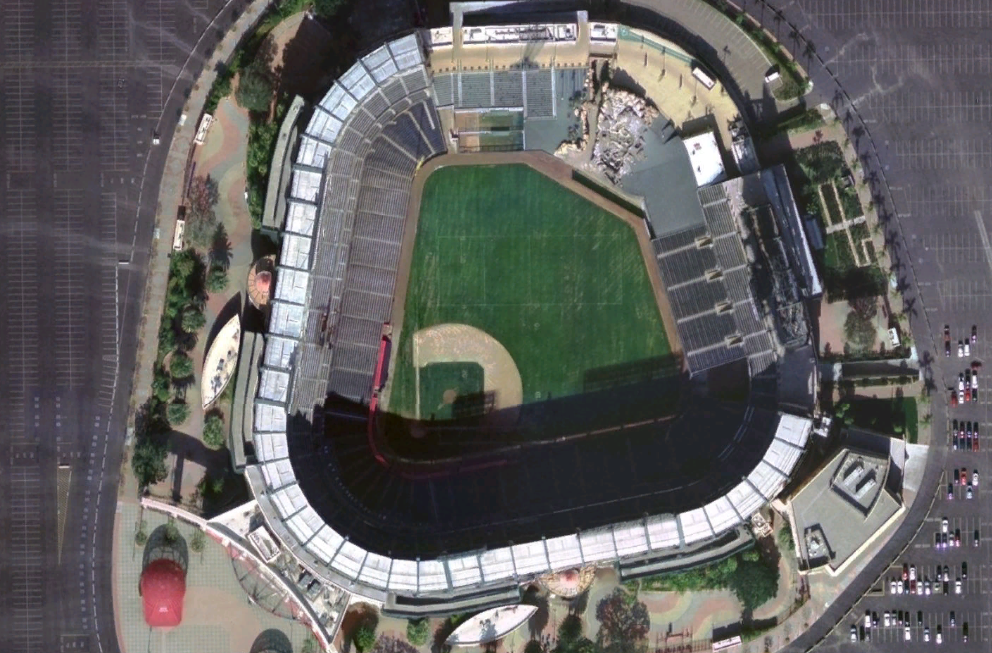
Vue du ciel
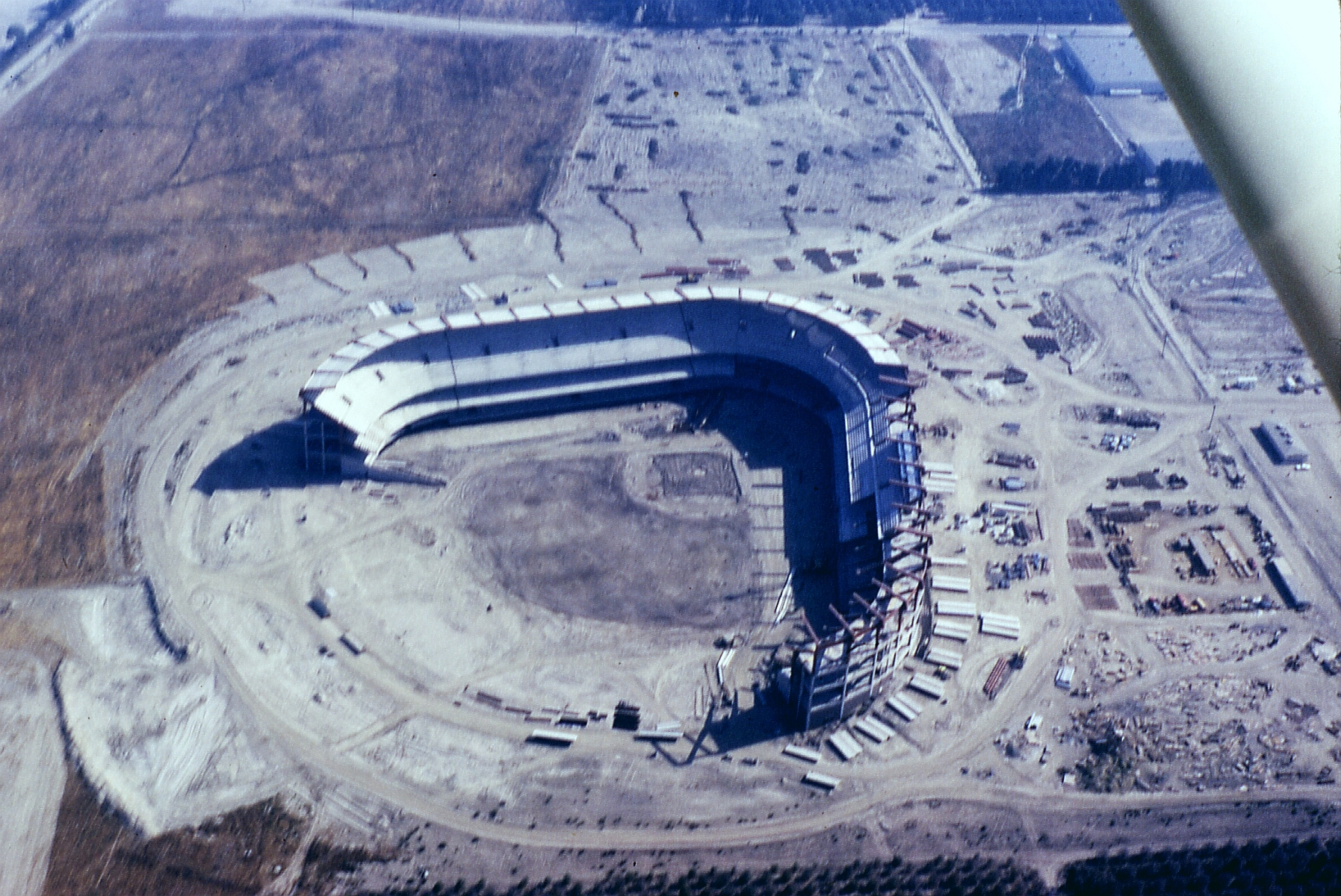
Construction , mai 1965
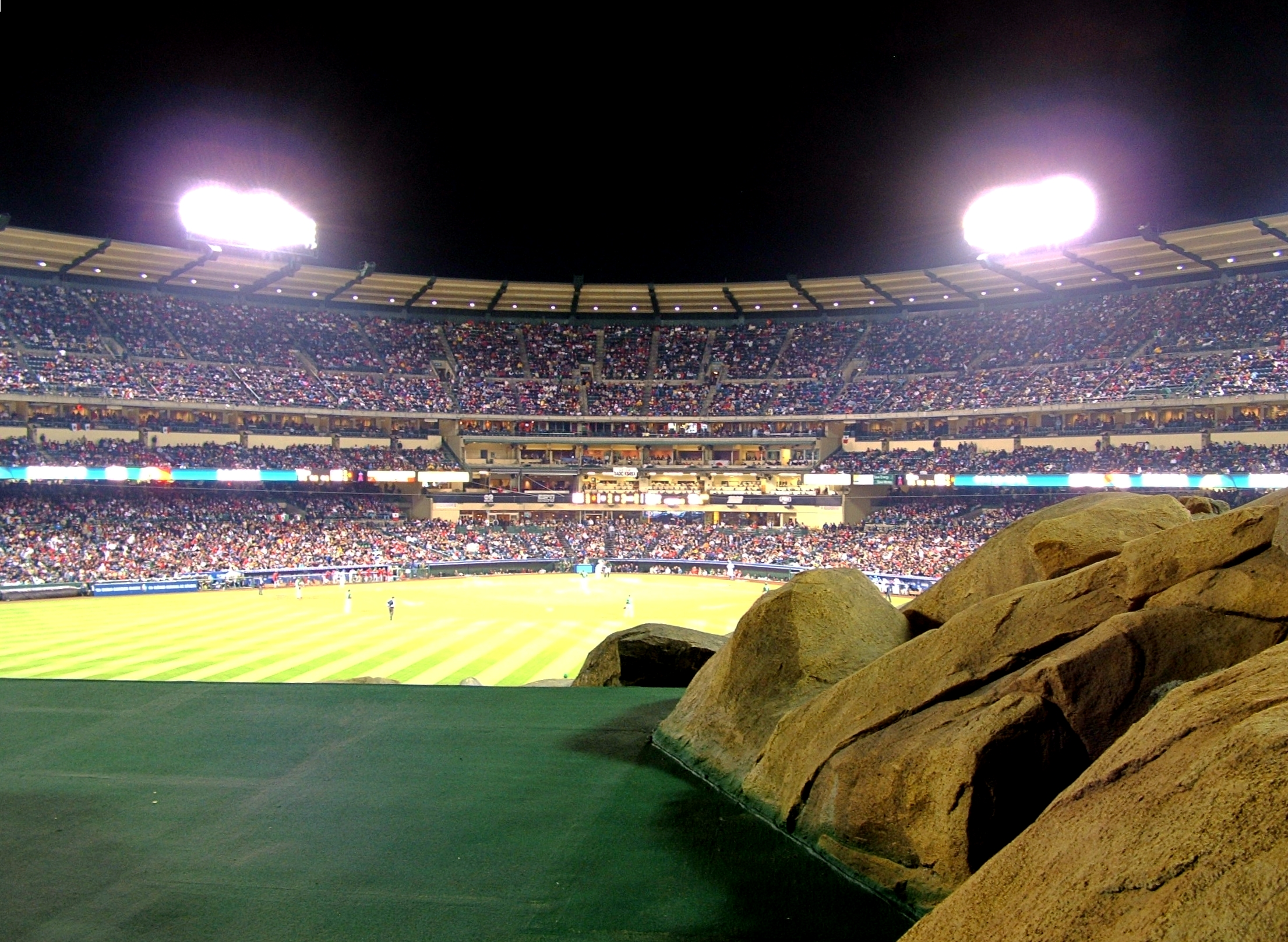
Tribunes
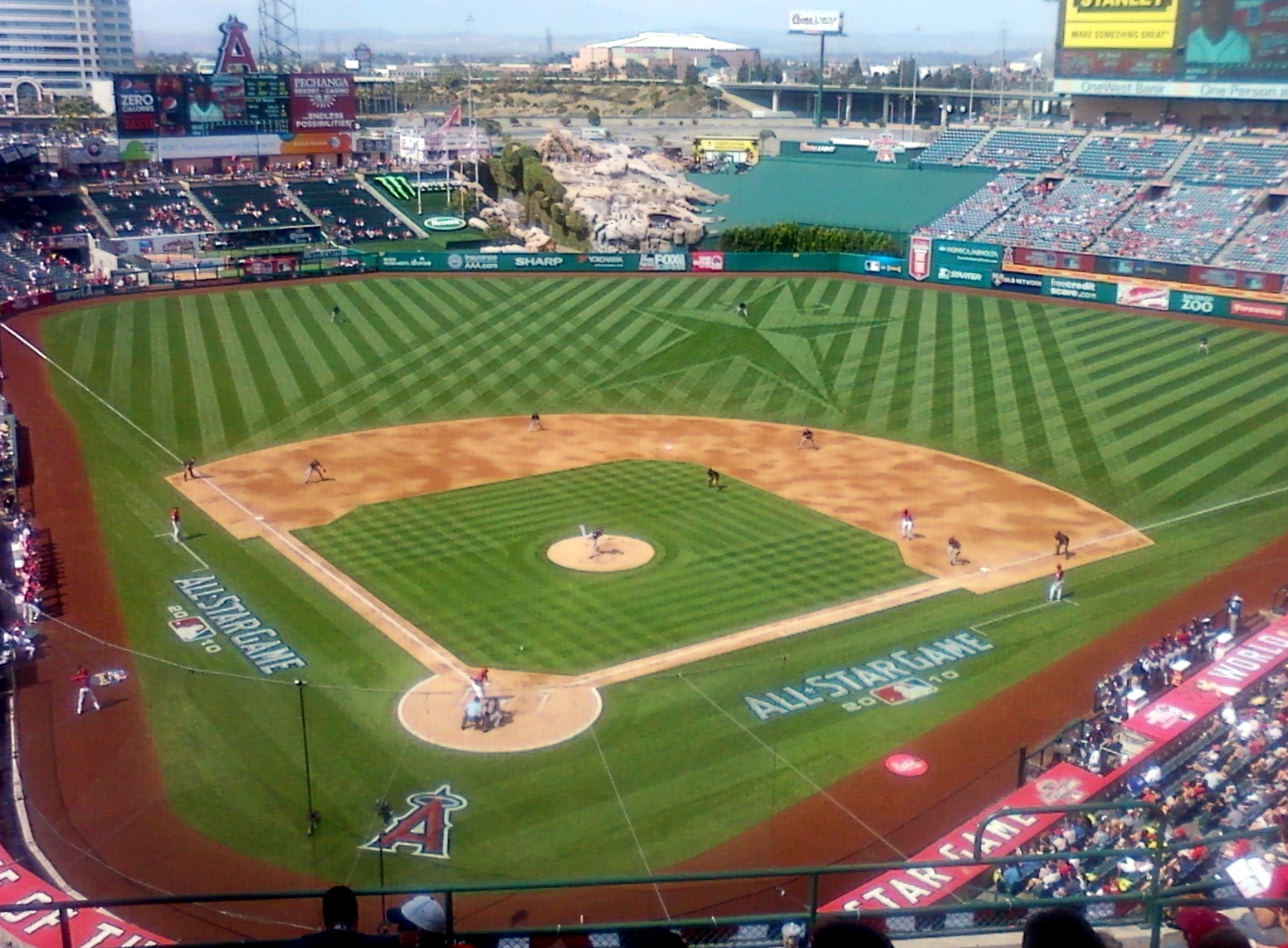
Match des étoiles en 2010
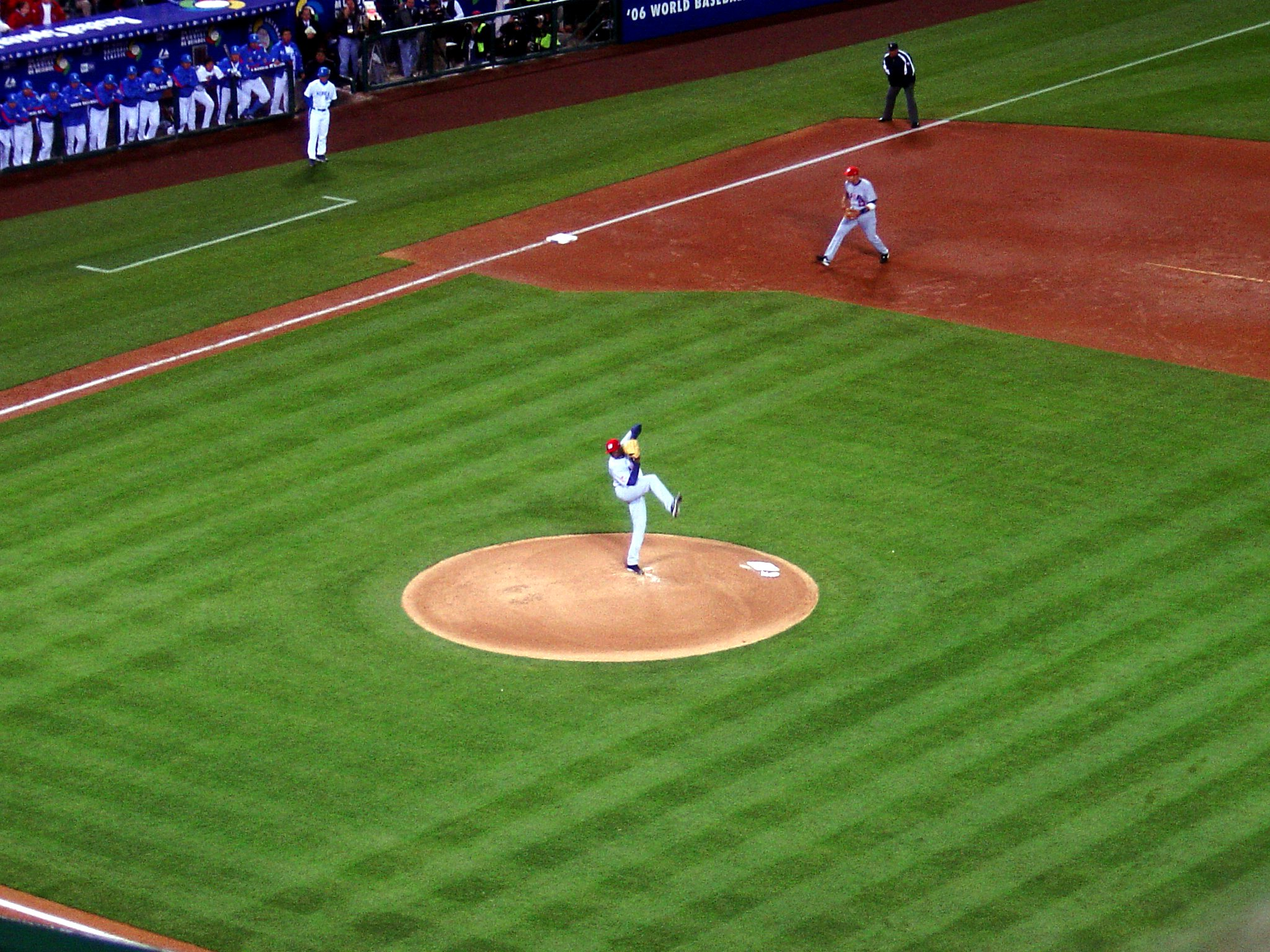
Sur le terrain
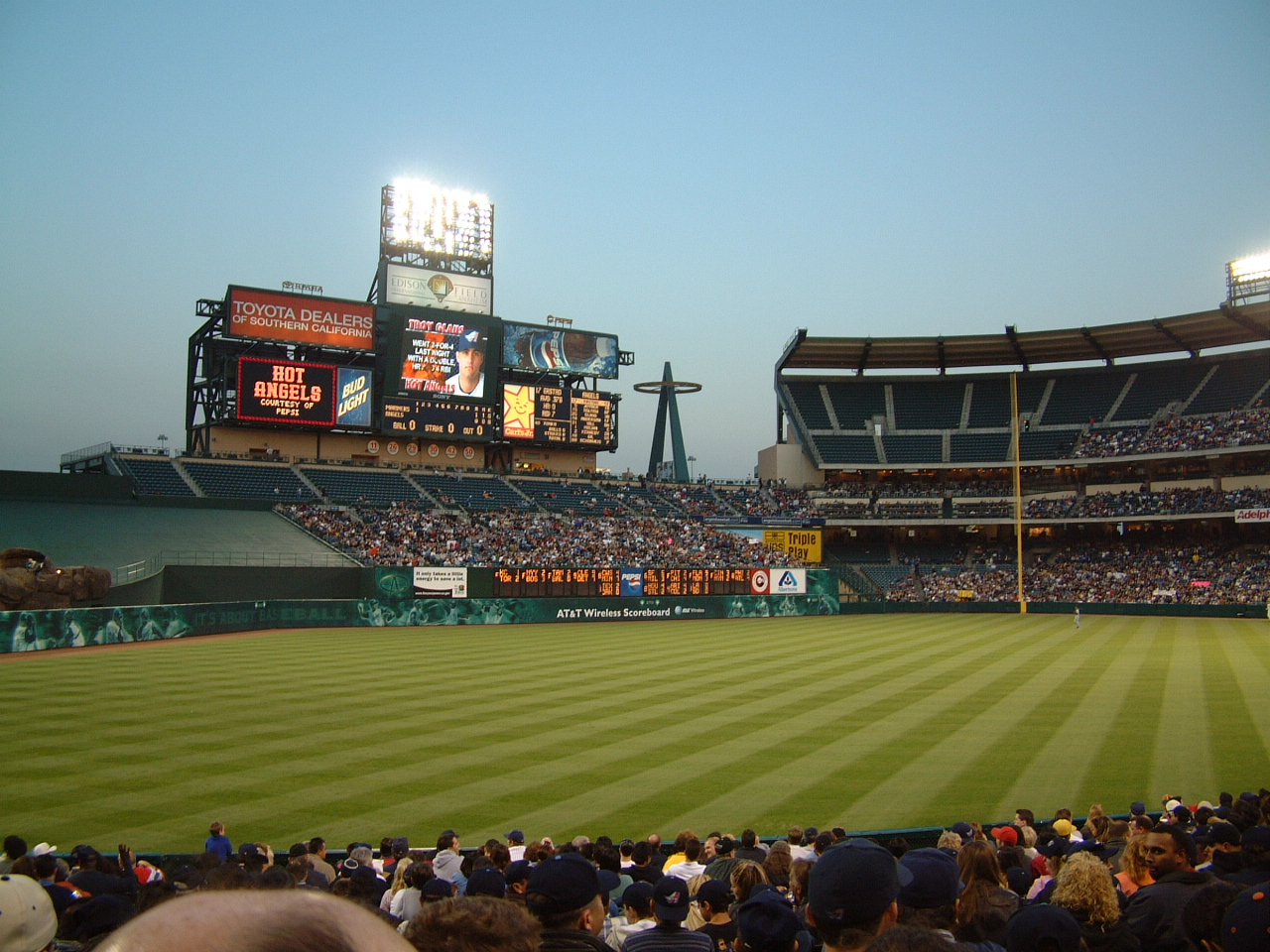
Tableau d'affichage en 2000
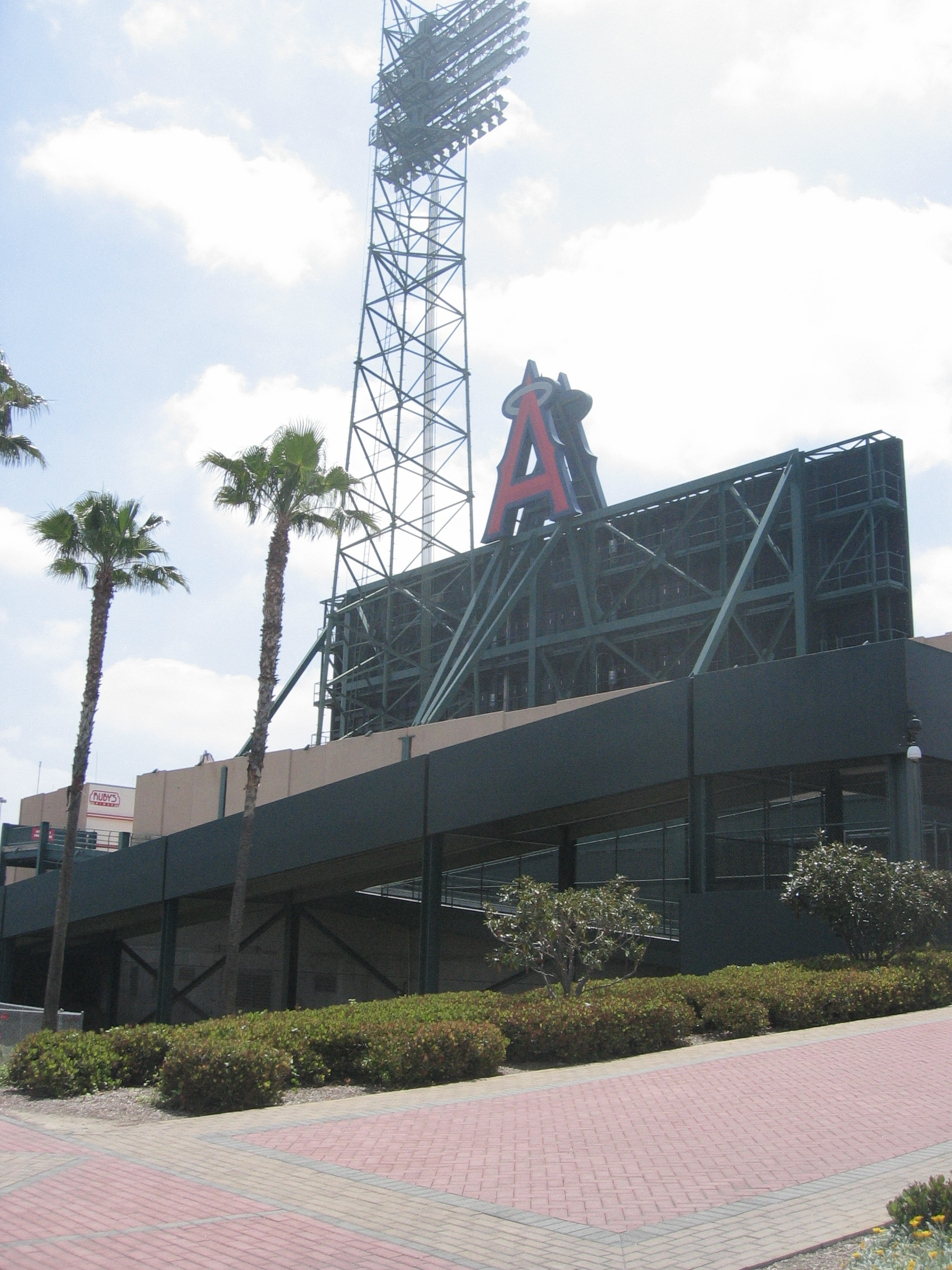
Tableau d'affichage en 2007